# مارك (نظام فهرسة)
مارك هو تسجيلة الفهرسة المقروءة آليا (فما) MA chine-Readable Cataloging وتعني كلمة «المقروءة آليا» أن نوعاً معينا من الآلات (حاسب آلي) يمكنه قراءة البيانات الموجودة في تسجيلة الفهرسة.
أما الآن ومع وجود الحاسوب لماذا نضطر لإعادة كتابة مئات البطاقات في كل مكتبة بينما يمكن كتابتها مرة واحدة ومشاركتها مع المكتبات الأخرى؟ ولماذا تتم كتابة كل بطاقة عدة مرات – على حسب المداخل – بينما يمكن برمجة الحاسوب لطباعتها. ومع التطور الذي حدث بظهور تسجيلات مارك استفادت المكتبات من فوائد الفهرسة المقروءة آلياً سواء أكان لديها خط اتصال مباشر أم لا، فإن البطاقات المطبوعة في مكتبة الكونغرس والتي يتم شراؤها سواء من مكتبة الكونغرس أو الموردين تم إدخالها وفقاً لشكل الاتصال مارك. بينما استطاعت المكتبات ذات الميزانيات الكبيرة الاشتراك في أدوات ببليوجرافية مثل OCLC "Ohaio College Library System"التي أتاحت لهذه المكتبات الحصول على التسجيلات المشتركة بواسطة خط الهاتف، ومع تطور الحاسوب أصبح بالإمكان طلب التسجيلات الببليوجرافية على أقراص ممغنطة Floppy disks أو شرائط ممغنطة Tape drives، ولذلك لم تعد أي مكتبة قادرة على تجاهل شكل الاتصال مارك MARC.
الببليوجرافيات
تتكون تسجيلة مارك من ألف تاج. ولكن واقعيًّا، هناك فقط حوالي عشرون تاجًا يتم استخدامها في أغلب الأحيان. وهناك من حوالي خمسة عشر إلى عشرين تاجًا قد تستخدم مرة كل فترة. ومع الوقت، سوف يتمكن المفهرس من التعرف إلى التيجان التي يحتاجها بصفة مستمرة خلال عمله. ويتضمن هذا الدليل أغلب هذه التيجان بشيء من التفصيل. ويعرف كل تاج بثلاثة أرقام أو أحرف لاتينية كبيرة (وتوجد حالة واحدة فقط حتى الآن)، حيث يرمز إلى حقل الفاتح leader بالأحرف اللاتينية الثلاثة LDR))، ويشار إليه الآن في مارك 21 بالتاج أو الحقل 000.

## نشأته وتاريخه
قررت مكتبة الكونغرس في عام 1945 م أن تبدأ في مشروع تختبر فيه إمكانية توزيع البيانات الببليوجرافية علي أشرطة ممغنظة على 16 مكتبة مشتركة في هذا المشروع وهو مشروع MARC I، ومع نهاية عام 1966 م وبالتحديد في «نوفمبر 1966 م» بدأت المكتبة التوزيع الأسبوعي، ولكن اكتشفت في مارس 1967 م أن المشكلة أكثر تعقيداً عما يستطيع النظام الأصلي المُصمَّم تحمَُله ولذا كان الأمر في حاجة لبداية جديدة، وهذا ما أعطى الفرصة 
للمكتبة البريطانية للمشاركة في المشروع الجديد MARC II، ولذلك بدأ المشروع الأنجلو أمريكي العملاق في 1967 م وقام مكتب OSTI “Office for Scientific and Technical Information” بالتمويل المالي، ثم صدر 
مارك العالمي UNIMARC في طبعته الأولى عام 1977 م ثم في طبعته الثانية عام 1980 م.
ثم نتيجة للتعاون بين كل من مكتبة الكونغرس الأمريكي والمكتبة الوطنية الكندية تم التوفيق بين مارك الأمريكي USMARC ومارك الكندي CAN/MARC وتم نشرها في طبعة واحدة في عام 1999 م تحت الاسم الجديد MARC21 الذي يرمز للانتقال للقرن الواحد والعشرين واقتراح الترميز العالمي لهذا الشكل والذي يعطيه الفرصة ليكون عالمي الاستخدام.
ومارك 21 ليس شكل اتصال جديد ولكنه عبارة عن دمج وتوافق وتطوير لكل من USMARC و CAN/MARC ليتم نشرهما تحت اسم واحد جديد هو MARC21 (5) وتتولى عملية صيانته كل من The Network Development and MARC 
standards office في مكتبة الكونغرس و The Standards and the Support Office في المكتبة القومية الكندية
........

## أهمية marc
لا يستطيع الحاسوب أن ينشيء ببساطة فهرساً محسباً دون وسيلة تساعده على فهم التسجيلة، ولذلك يوجد بمارك إرشادات لبياناته قبل كل بيان ببليوجرافي تسمى محددات نصية "signposts". فإذا تم تعليم التسجيلة الببليوجرافية جيداً بهذه العلامات فيمكن بعدها كتابة برنامج لبحث واسترجاع أي بيانات محددة في أي حقول محددة وكذلك عرض قوائم بمحتويات تقابل معايير البحث المطلوبة. ويرجع الأمر لاختيار هذه المحددات إلى التوفير في المساحة ففي المثال التالي يستخدم شكل مارك الرموز (260 و$a
و $b و$c) بدلاً من بيانات النشر ومكان النشر واسم الناشر تاريخ النشر في كل تسجيلة.
ويتيح مارك إمكانية تبادل التسجيلات الببليوجرافية بين المكتبات
ويمكن إيجاز أهمية مارك في النقاط التالية:
1- يوفر هذا الشكل إمكانات استخدام البيانات ذاتها في أكثر من نظام آلى في الوقت الحالى والمستقبلى. 
2- يفتح مثل هذا النوع من المعايير الباب أمام مشروعات التعاون بين أنواع المكتبات على اختلافها: مدرسية، ومتخصصة، وجامعية، وعامة، وغيرها. 
3- ييسر هذا النظام المشاركة في الفهارس الموحدة، وقواعد البيانات على المستويات المحلية، والوطنية، والإقليمية، والعالمية. 
4- يمكن من خلال استخدام هذا الشكل إعداد بطاقات الفهارس، والتحكم في إتاحة الفهارس الآلية المباشرة من خلال إدخال المعلومات نفسها مرة واحدة فقط. 
5- يتصف النظام بدقة أكبر في إمكانيات البحث، حيث يمكن البحث بأى حقل أو حقل فرعى.
6- يمكن هذا النظام من تبادل التسجيلات بين المكتبات بسهولة. 
7- يناسب فهرسة جميع أوعية المعلومات التقليدية وغير التقليدية. 
8- يتيح إمكانية استخدام كافة الهجائيات الخاصة بكل اللغات الحية على مستوى العالم.
9- يتوافق مع قواعد الفهرسة الأنجلو أمريكية وهي أفضل وأشهر قواعد على المستوى العالمي
== مكونات تسجيلة مارك:
وتتكون تسجيلة مارك من ثلاثة عناصر رئيسية هي: (البناء وتسميات المحتوى والمحتوى)
1- بناء التسجيلة:
ويتكون من: 
- 1-1 بادئ التسجيلة:

وهو عبارة عن حقل ثابت الطول مكون من 24 تمثيلة وهو يظهر في بداية كل تسجيلة ببليوجرافية ويعطي بعض المعلومات المرتبطة بالتسجيلة نفسها مثل العدد الكلي للتمثيلات المكونة للتسجيلة والتقنينات التي تربط 
هذه التسجيلة بتسجيلة أخرى.
- 1-2 الدليل:

وهو يضم عدداً من الوحدات المستقلة بالإضافة إلى فاصل الحقل هي:
1-2-1 التاج tag: وهو يحدد هوية كل حقل.
1-2-2 الطول Length: وهو عدد التمثيلات التي يشتمل عليها الحقل.
1-2-3 موقع البداية Starting position: وهو يُحدَّد عن طريق ذكر رقم أول تمثيلة.
2- تسميات المحتوى:
وحيث إن مارك هو إطاراً عاماً فقط للشكل، لذلك تم ترك تحديد تسميات المحتوى حسب أهواء مصمم قاعدة البيانات، حيث أنها قد تختلف من مكتبة لأخرى ومن لغة لأخرى.
3- حقول البيانات.
وقبل كل حقل تكون لدينا:
- 1- التاج Tag:

ويتكون من ثلاثة تمثيلات متبوعة باسم الحقل وإذا كان الحقل يمكن أن يظهر أكثر من مرة فيتبع بالحرف (R) repeatable أما إذا كان يستخدم مرة واحدة فيتبع بالحرفين (NR) non-repeatable.
- 2- محدات الحقل (المُؤشِّرات) Indicators:

تتكون المُؤشِّرات من رقم واحد في كل حقل بعد التاج بداية من الحقل 010، ويوجد موضعين للمُؤشِّرات Indicator1 و Indicator2 وإذا كان المُؤشِّر لم يتم تحديده فيوضع مكانه الرمز "#".
- 3- رموز الحقول الفرعية:

تنقسم كل البيانات في كل حقل بداية بالحقل 010 إلى حقول فرعية، وكل رمز لحقل فرعي يُتبع بالحرف $، وبعض الحقول الفرعية قابل للتكرار.
== شكل تسجيلة مارك...
مجموعة البيانات الآتية هي ما يظهر للمُبرمِج عندما ينظر لملف مارك، ولا يظهر التاج هنا قبل الحقل ولكن الدليل للبيانات يُخبرنا أي تاج يجب أن يُستخدَم وأين يبدأ كل حقل.
لمعرفة كيف يعمل. إن أوَّل 24 موضع هي الفاتح وهو هنا يشغل حوالي ثلث السطر الأول وينتهي برقم 4500، وبعده مباشرة يبدأ الدليل وقد تم توضيح التيجان في هذا المثال فكل دليل يشمل 12 موضعاً، فالتاج الأول هو 
001 والمواضع الأربع بعد التاج تبين طول الحقل، فالبيانات في هذا الحقل طولها20 حرفاً، ثم تبين الخمس مواضع التالية موضع البداية بالنسبة للحقل001، فهو يبدأ من الموضع 00000 فالموضع الأول هو0.
التاج التالي 003 وطوله أربعة أحرف ويبدأ في الموضع 20 (فنحن نضيف طول الحقل السابق وهو 20 + موضع البداية 0 فيساوي المجموع 20) والتاج التالي 005 طوله 17 حرف ويبدأ من الموضع 24 (4+20=24). كما يظهر لنا أن الحقول تنتهي بالرمز (^)، كما تنتهي التسجيلة بالرمز (\). 		

## بعض نظم المكتبات التي تستخدم مارك
- Future Library System
- ALEPH500
- IsisMARC - Free
- Unicorn Library Management System
- VTLS نسخة محفوظة 2 أبريل 2006 على موقع واي باك مشين.
- Koha – open source
- Emilda – open source